# Mesostenus corsicus
Mesostenus corsicus là một loài tò vò trong họ Ichneumonidae.